# Creative ZEN Vision

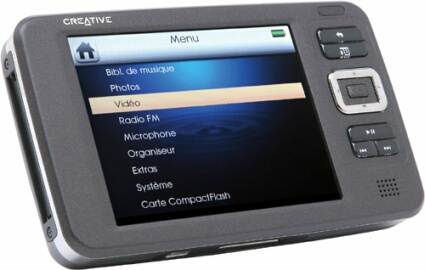
ZEN Vision

De Creative ZEN Vision is een draagbare muziek- en mediaspeler van het Amerikaanse technologiebedrijf Creative. Er zijn verschillende soorten Visions. De meest bekende is de ZEN Vision:M (30Gb of 60Gb). Maar er zijn ook nog de gewone ZEN Vision (30 Gb) en de ZEN Vision W (30 Gb) verkrijgbaar. 
De verschillen tussen de modellen zijn niet te merken bij de software, want die is namelijk dezelfde. Het verschil zit hem dus in de Hardeware. De ZEN Vision:M is voornamelijk bedoeld om muziekbestanden af te spelen, terwijl de ZEN Vision en de ZEN Vision W ideaal zijn om video's te bekijken, dankzij het grotere scherm.